# カフラマンマラシュ県
カフラマンマラシュ県（カフラマンマラシュけん、トルコ語: Kahramanmaraş ili）はトルコ、地中海地方の県。カフラマンマラシュ大都市自治体とは同一の範囲である。北にスィヴァス、北東にマラティア、東にアドゥヤマン、南にガズィアンテプ、南西にオスマニエ、西にアダナ、北西にカイセリと接する。

## 歴史
歴史的にはマラシュとして知られる。カフラマンはトルコ大国民議会が第一次世界大戦時、この地域の市民が英仏に対して行った英雄的な戦闘にちなんで英雄を意味するカフラマンを名づけた。第一次世界大戦後最初の自由市の一つである。
1973年まではマラシュ県という名前であったため、県番号はマニサ県とマルディン県の間の46番である。2012年に県の全域が大都市自治体に指定され、旧カフラマンマラシュ市はドゥルカディロールとオニキシュバトという2つの自治体に分割される。

## 経済
マラシュは歴史的に金で有名である。
一般産業としては繊維産業が有名であり、最近は機械化されている。Sütçü İmam大学が最近設立され、社会学、言語学、先端科学、医学などの学部がある。

## 食品
この県の最も有名な料理はマラシュアイスクリームであり、トルコではマラシュドンドルマと呼ばれる。ヤシャール・パスタネスィやMADOのような専門店で食べることができる。このアイスクリームは独特の粘りを持っており、バクラヴァを添えた状態で出され、ナイフとフォークで食べる。
マラシュ唐辛子はその香り、ビタミンC、辛さでよく知られている。

## 下位自治体
- アフシン（Afşin）
- アンドゥルン（Andırın）
- チャーラヤンジェリト（Çağlayancerit）
- ドゥルカディロール（Dulkadiroğlu）
- エキネジュ（Ekinözü）
- エルビスタン（Elbistan）
- ギョクスン（Göksun）
- ヌルハク（Nurhak）
- オニキシュバト（Onikişubat）
- パザルジュク（Pazarcık）
- テュルコール（Türkoğlu）